# مارغريتا فيشر
مارغريتا فيشر (بالإنجليزية: Margarita Fischer)‏ هي ممثلة أمريكية، ولدت في 12 فبراير 1886 في الولايات المتحدة، وتوفيت بنفس المكان في 11 مارس 1975 بسبب نوبة قلبية.

## معرض صور

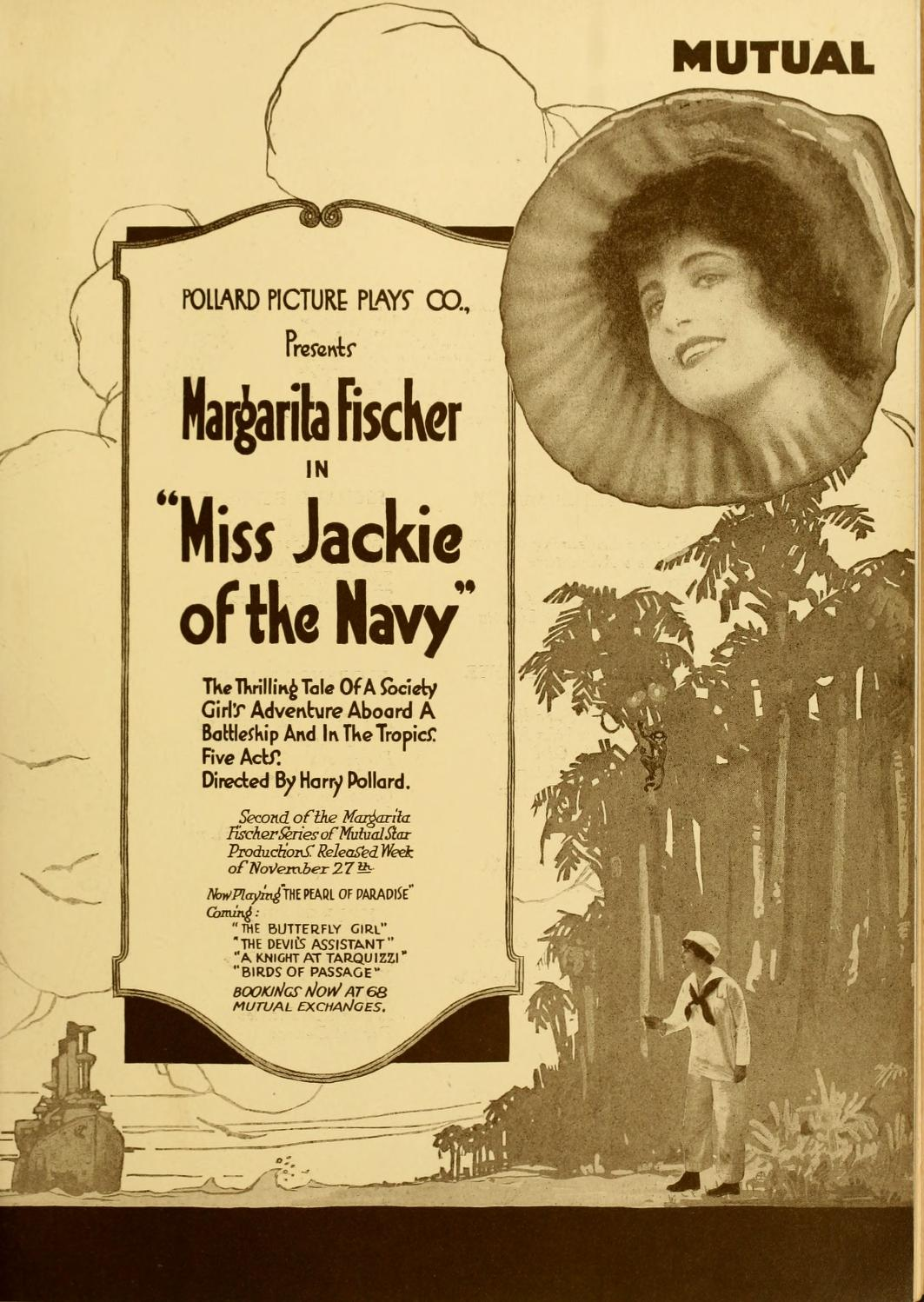
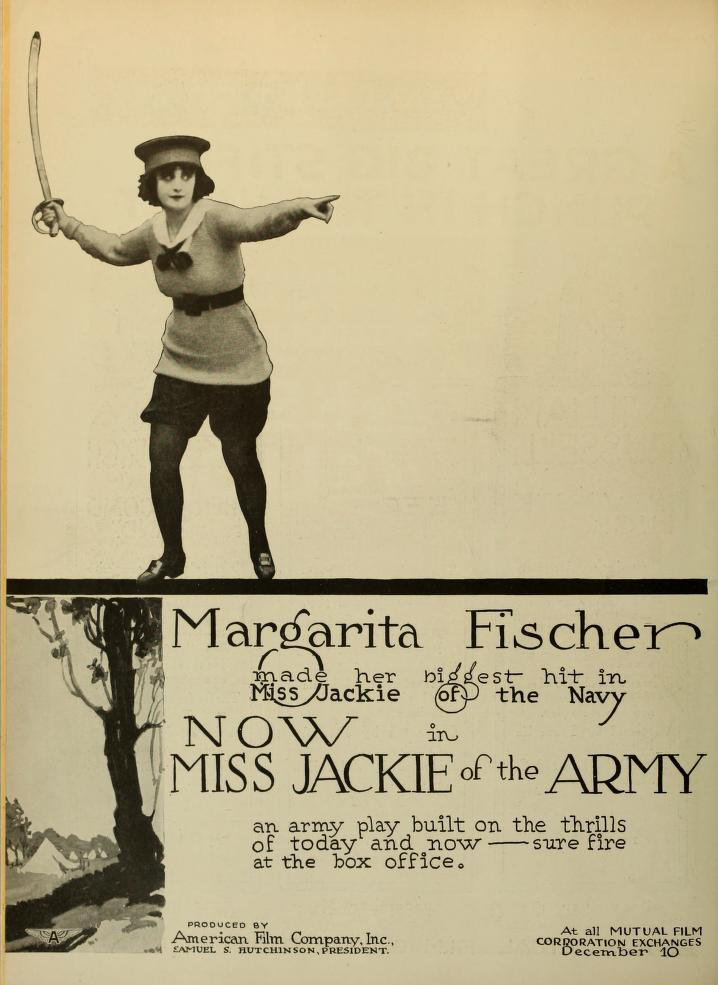
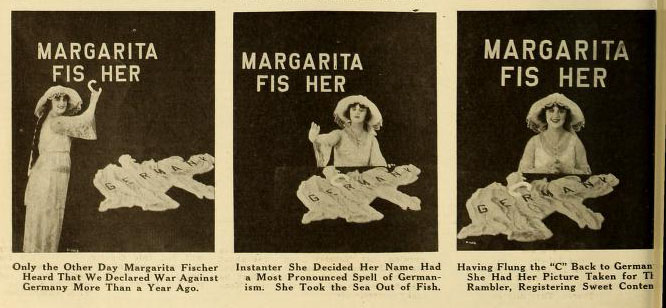
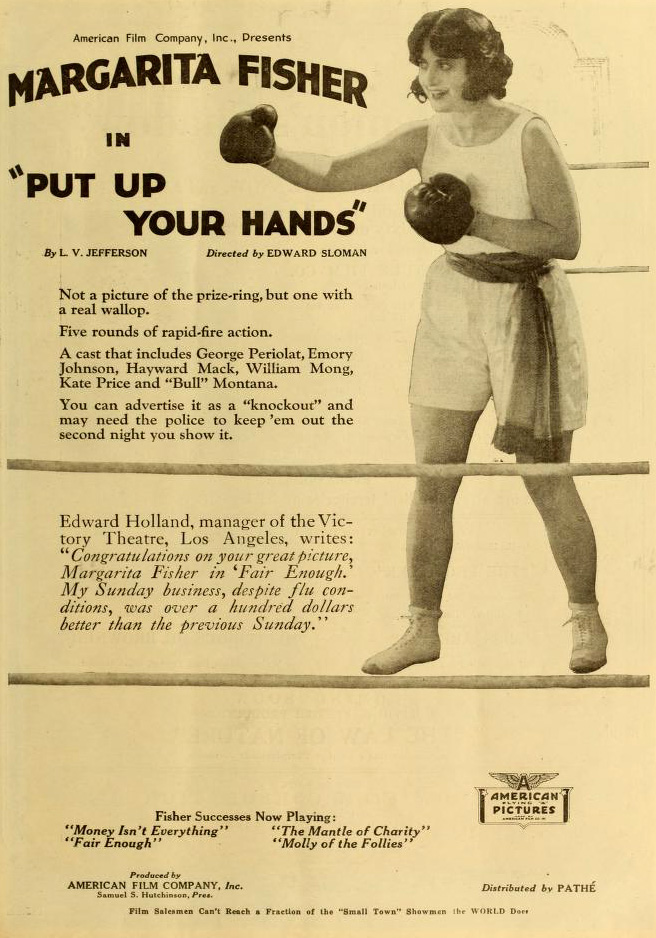

## وصلات خارجية
- مارغريتا فيشر على موقع IMDb (الإنجليزية)
- مارغريتا فيشر على موقع أول موفي (الإنجليزية)
- مارغريتا فيشر على موقع قاعدة بيانات الفيلم (الإنجليزية)
- مارغريتا فيشر على موقع كينوبويسك (الروسية)